# Ingeborga Dapkūnaitė

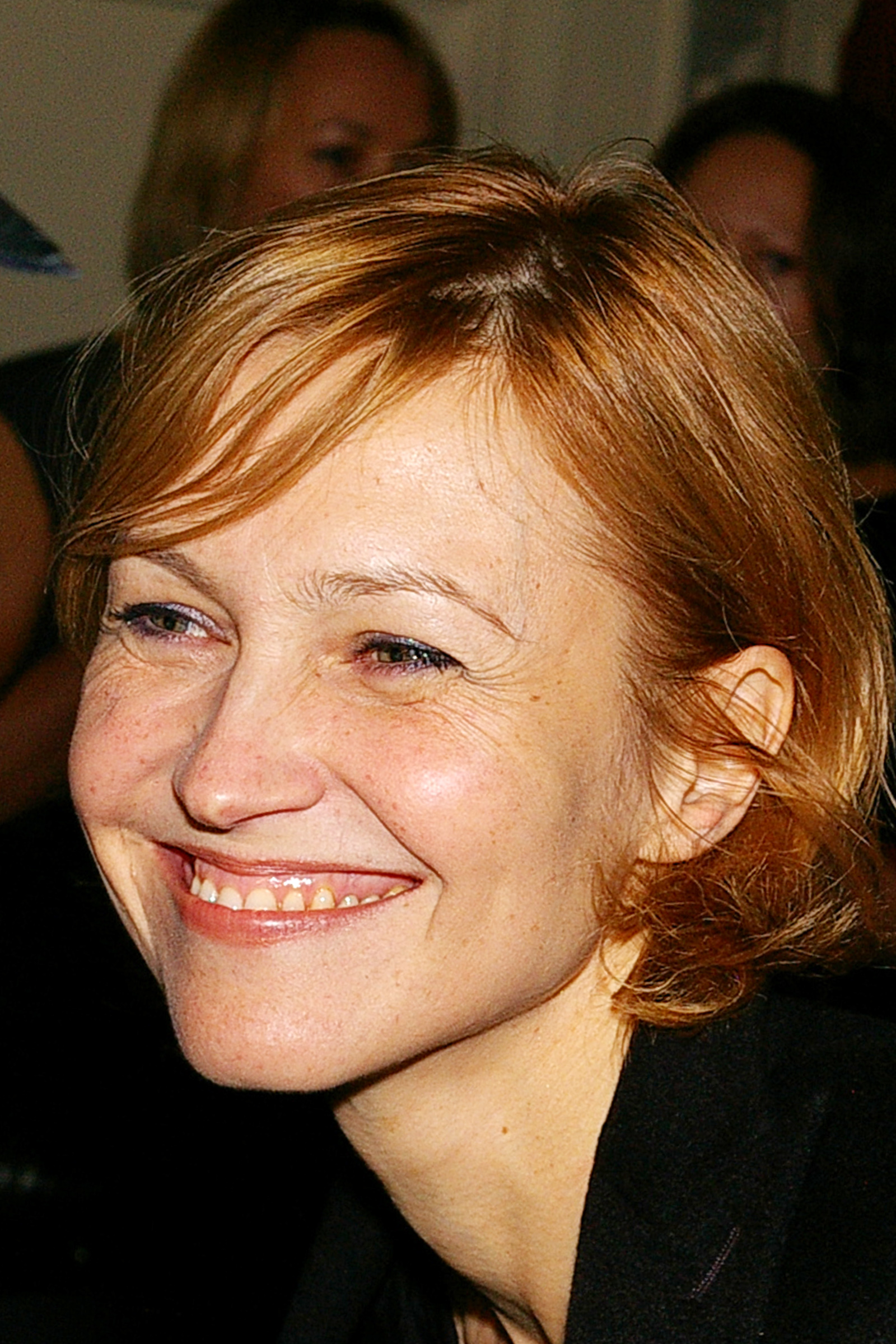
Dapkūnaitė in Moskau (2009)

Ingeborga Dapkūnaitė (* 20. Januar 1963 in Vilnius) ist eine litauische Schauspielerin.
Dapkūnaitė gehört zu den populärsten Schauspielerinnen ihres Landes und hat auch außerhalb des Baltikums internationalen Erfolg. Sie begann ihre Filmkarriere 1986 noch in der Sowjetunion. 1994 spielte sie neben Oleg Menschikow in Nikita Michalkows Oscar-preisgekröntem Film Die Sonne, die uns täuscht. Daraufhin wurde sie auch erstmals in internationalen Produktionen besetzt. 1996 spielte sie eine kleine Rolle in Mission: Impossible von Brian De Palma und 1997 die Ehefrau von Heinrich Harrer (Brad Pitt) in Sieben Jahre in Tibet von Jean-Jacques Annaud. In ihrer Heimat Litauen spielt sie neben der Filmarbeit im Theater. Im Jahr 2010 gehört Dapkūnaitė der Jury der 67. Internationalen Filmfestspiele von Venedig an.
2011 spielte sie an der Seite von John Malkovich bei den Ruhrfestspielen in der Kammeroper The Giacomo Variations von Michael Sturminger.

## Filmografie (Auswahl)
- 1989: Intergirl
- 1994: Die Sonne, die uns täuscht von Nikita Michalkow
- 1996: Mission: Impossible von Brian De Palma
- 1997: Sieben Jahre in Tibet von Jean-Jacques Annaud
- 1999: Sunburn
- 2002: Chechenia Warrior 2 von Alexei Oktjabrinowitsch Balabanow
- 2003: Leben einmal anders (Шик) von Bachtijor Chudoinasarow
- 2003: Kiss of Life von Emily Young
- 2004: 25 Grad im Winter (25 degrés en hiver) von Stéphane Vuillet
- 2006: Silent Witness (Fernsehserie, 2 Folgen)
- 2007: Hannibal Rising – Wie alles begann von Peter Webber
- 2008: Morphine von Alexei Oktjabrinowitsch Balabanow
- 2009: L’affaire Farewell von Christian Carion
- 2012: Kommissar Wallander: Hunde von Riga (Fernsehserie, 1 Folge)
- 2015–2017: Occupied – Die Besatzung (Okkupert, Fernsehserie)
- 2015: Kommissar Wallander: Lektionen der Liebe (Fernsehserie, 1 Folge)
- 2018: Red Sparrow von Francis Lawrence